# 曹存正
曹存正（1957年10月—），河南封丘人。男，汉族。1976年1月参加工作，1984年10月加入中国共产党。郑州大学经济系政治经济学专业本科毕业，郑州大学行政管理专业管理学硕士。

## 經歷
1989年3月，任延津县副县长。1993年2月，任中共延津县委副书记。1998年1月，任中共获嘉县委副书记、县长。1999年3月，任中共获嘉县委书记（1998年9月至2000年6月，在郑州大学公共管理学院行政管理专业研究生进修班学习，取得管理学硕士学位）。2002年8月，任漯河市人民政府副市长。2006年12月，任中共漯河市委常委、市人民政府党组副书记、副市长。2011年4月，任中共漯河市委常委、市人民政府常务副市长、党组副书记。2011年9月，任中共漯河市委副书记、市人民政府代市长、党组书记、市长。2016年9月，不再担任中共漯河市委副书记、市长。
2013年，当选第十二届全国人民代表大会河南地区代表。
2018年9月28日，河南省纪委宣布，曹存正涉嫌严重违纪违法，目前正接受河南省纪委监委纪律审查和监察调查。